# Linia kolejowa nr 921
Linia kolejowa nr 921 – obecnie nieczynna, jednotorowa, zelektryfikowana linia kolejowa znaczenia miejscowego, łącząca stację Kutno z przystankiem służbowym Kutno Azory Lokomotywownia.
Kilometraż linii niemalże pokrywa się z kilometrażem linii kolejowej Warszawa Zachodnia – Kunowice.